# Cerinomyces grandinioides
Cerinomyces grandinioides är en svampart som beskrevs av McNabb 1964. Cerinomyces grandinioides ingår i släktet Cerinomyces och familjen Dacrymycetaceae.   Inga underarter finns listade i Catalogue of Life.